# Go my way (第三代J Soul Brothers單曲)
《Go my way》是日本音樂團體第三代J Soul Brothers的第6張單曲。於2012年3月7日由rhythm zone發售。

## 概要
- A面曲《Go my way》為GREE「聖戰Cerberus」電視廣告歌曲。
- 此單曲有2個版本，分別有「CD+DVD」和「CD ONLY」。「CD+DVD」收錄了《Go my way》的Music Video。
- 在3月19日於公信榜单曲週排行榜取得第2位。

## 收錄曲目

### CD
1. Go my way
（作詞：ArikA、作曲：BACHLOGIC / ERIK LIDBOM / FAST LANE）
2. 最後的櫻花（最後のサクラ）
（作詞：小竹正人、作曲：林田裕一）
3. Go my way（Instrumental）
4. 最後的櫻花（Instrumental）

### DVD
1. Go my way（Music Video）

## 外部連結
- 三代目J Soul Brothers「Go my way -short version-」ミュージック・ビデオ （页面存档备份，存于） - YouTube